# Eligmodontia
Az Eligmodontia az emlősök (Mammalia) osztályának rágcsálók (Rodentia) rendjébe, ezen belül a hörcsögfélék (Cricetidae) családjába tartozó nem.

## Rendszerezés
A nembe az alábbi 7 faj tartozik:
- Eligmodontia bolsonensis Mares, Braun, Coyner & van den Bussche, 2008 - egyes biológus szerint azonos az Eligmodontia typus-szal; valószínű, hogy annak alfaja
- Eligmodontia dunaris Spotorno et al., 2013
- Eligmodontia hirtipes (Thomas, 1902) - korábban azonosnak tartották az Eligmodontia puerulus-szal
- Eligmodontia moreni Thomas, 1896
- Eligmodontia morgani J. A. Allen, 1901
- Eligmodontia puerulus Philippi, 1896
- Eligmodontia typus F. Cuvier, 1837 - típusfaj